# Havasrekettye

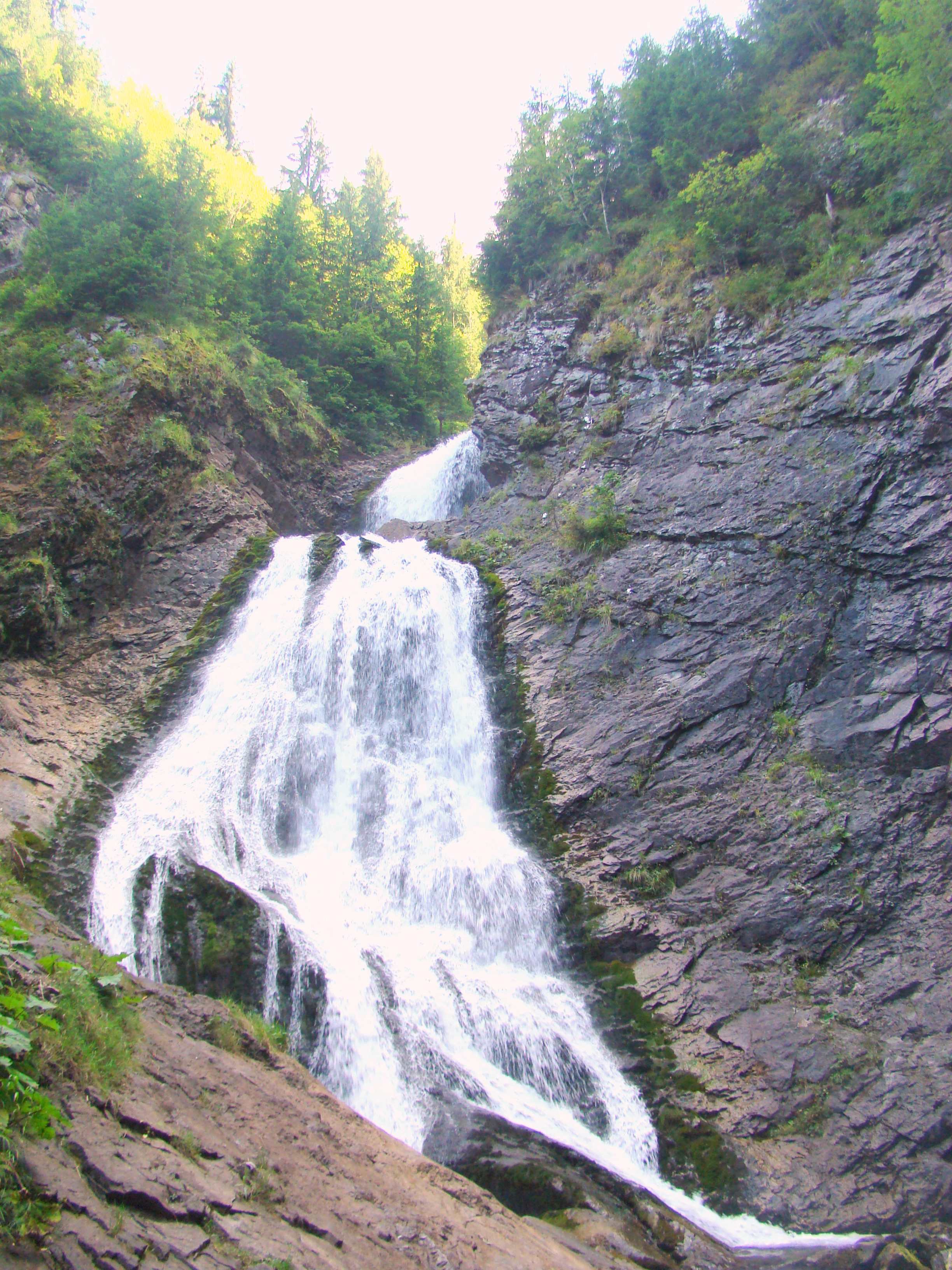
A vízesés

Havasrekettye (románul Răchițele) falu Romániában Kolozs megyében.

## Nevének említése
1839-ben Rékitzel, Rekitzel alpestris, Reketzel alpestris, Retyitzel, 1850-ben, 1880-ban, 1900-ban Retyiczel, 1857-1873 Rekiczel, 1890-ben Retyiszel, 1920-ban Retițea néven található.

## Lakossága
1850-ben 317 fős lakosságából 315 fő román és 5 fő cigány. Csekély számú magyar lakossága 1910-ben elérte az 50 főt. 1992-ben 909 fős lakosságából már csak 2 fő magyar. 1850-ben 317 ortodox hívő lakott a faluban. 1910-ben 10 római katolikus, 2 református, 4 evangélikus és 39 izraelita lakosa volt a településnek. 1992-ben 907 ortodox, 1 görögkatolikus és 1 református hívő maradt a faluban.
| Lakosok száma | 317  | 1512 | 909  | 701  | 633  |
|               | 1850 | 1930 | 1992 | 2011 | 2021 |

## Története
A falu és környéke a túrázók paradicsoma. A településtől 2 km-es gyalogúton érhető el az 1280 méteres magasságban fekvő Padis-turistaház, mely kiindulópontja a Bihar-hegység keleti, valamint a Gyalui-havasok északi lejtőire  valamint a Meleg-Szamos forrásvidékére induló gyalogtúráknak, a Szamos-bazár bejárásának.
Havasrekettye közelében szép vízesés is található, és e turistaháztól könnyen elérhető a Ponori sziklalabirintus és a Csodavár lenyűgözően szép sziklaalakzatait és víznyelőket, de innen érhető el a Funtinel (Funtinella) nevű fennsík is, ahol Vasvári Pál 1849-ben a szabadságharc egyik csatájában hősi halált halt.
A Székelyjó szurdokvölgyében található 24 m magas vízesés a faluból egy 5 km hosszú erdei úton közelíthető meg.
1910-ben Kalotabökény területének egy részét hozzácsatolták.
A falu a trianoni békeszerződésig Kolozs vármegye Bánffyhunyadi járásához tartozott.
A településtől 1930-ban különvált Kőrizstető.

## Látnivalók
- A rekiceli vízesés. A falutól 5 kilométerre található 24 méter magas, kétlépcsős gyönyörű vízesés.

## Képgaléria
- Képgaléria a Havasrekettyei vízesésről a www.erdely-szep.hu honlapon

## A település szülöttei
- Emil Boc (1966) - román miniszterelnök